# مهمنگی
مهمنگی یک روستا در ایران است که در دهستان نهارجان شهرستان سربیشه واقع شده‌است.